# Ferrari Portofino
La Ferrari Portofino est une voiture de sport grand tourisme du constructeur automobile italien Ferrari, présentée en 2017. Elle succède à la California T.

## Présentation
Annoncée au mois d’août 2017, la Portofino tire son nom d'une ville italienne. Elle fait partie des modèles d'accès de la marque au cheval cabré et remplace la California T dans la gamme,.

Ferrari Portofino
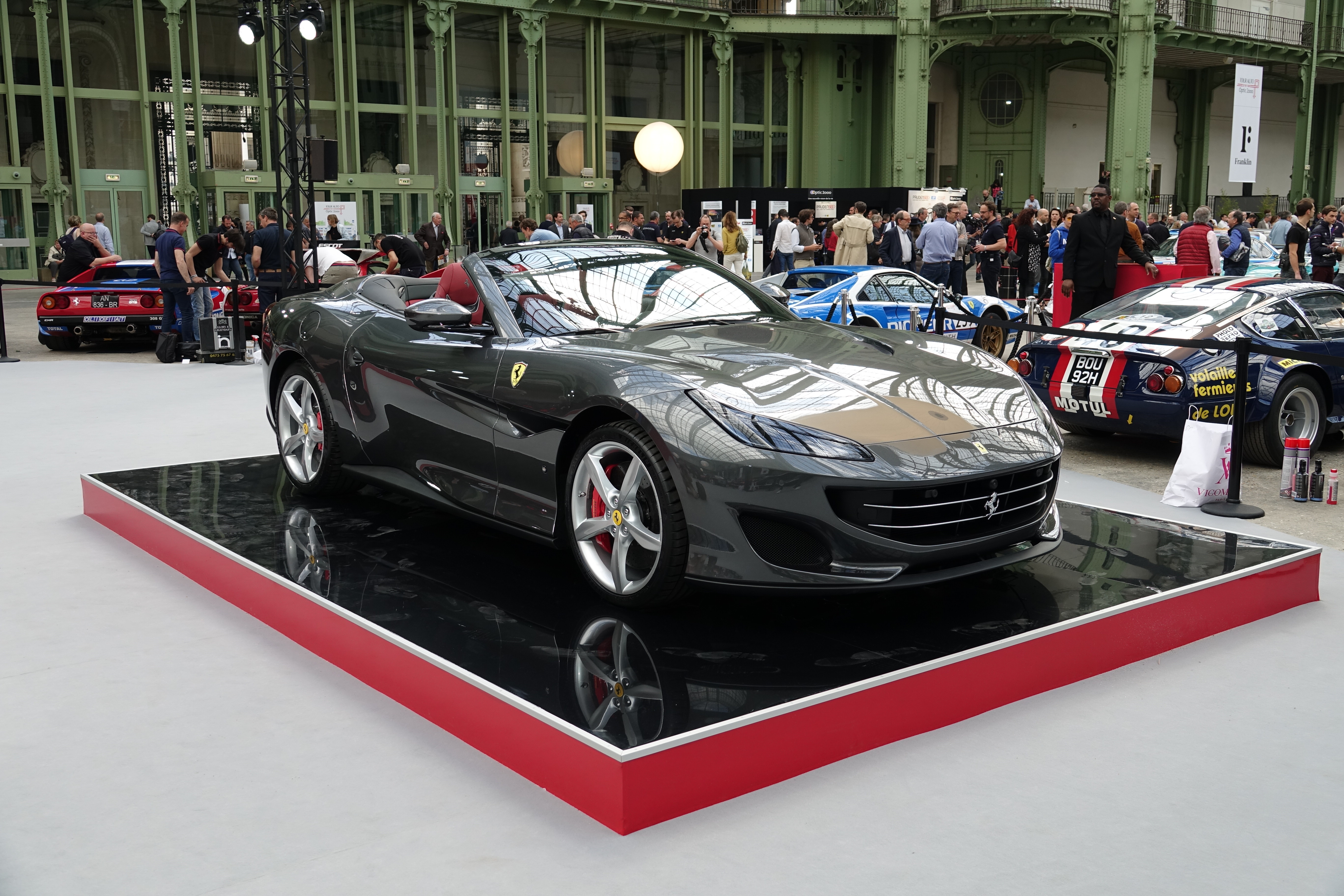
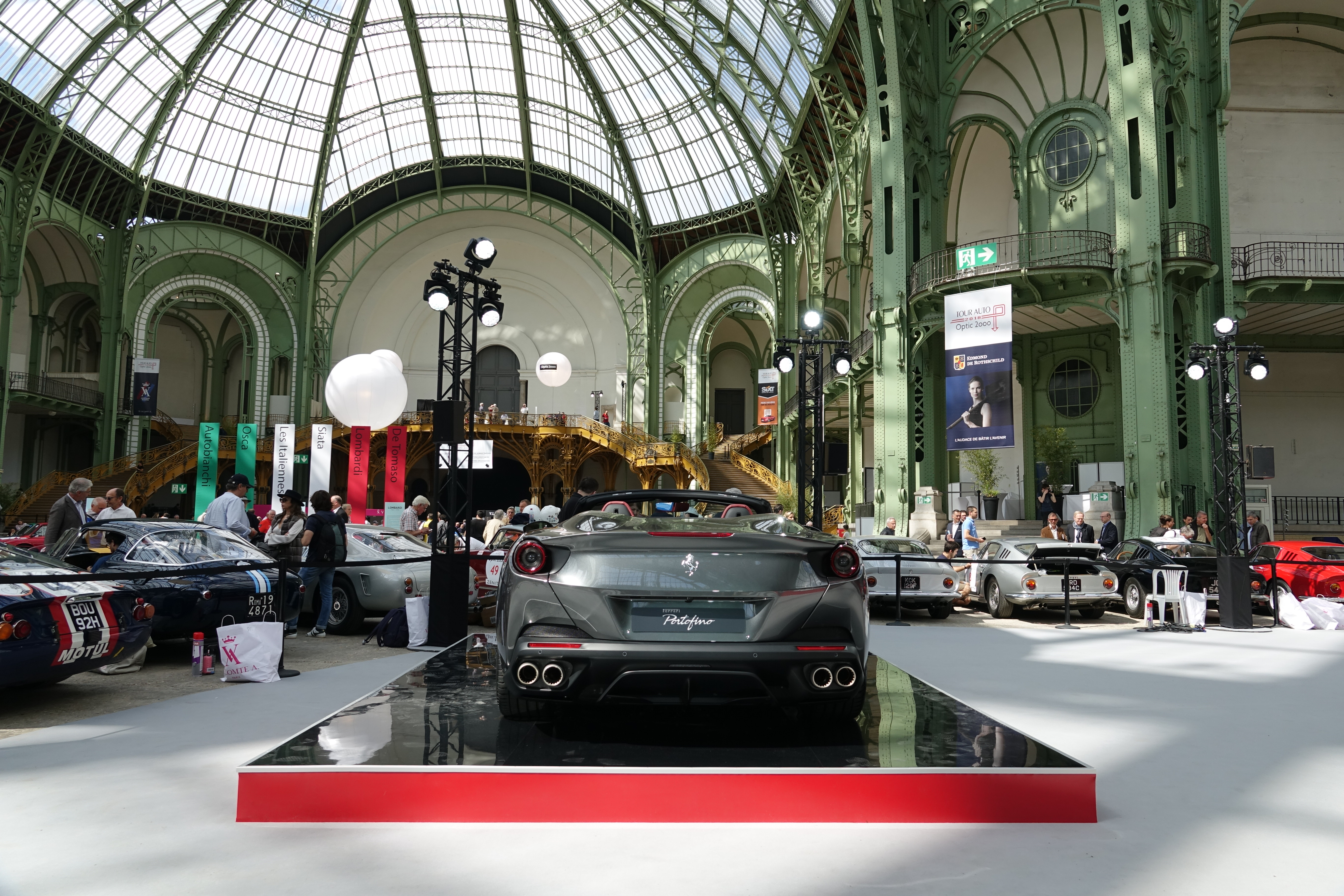
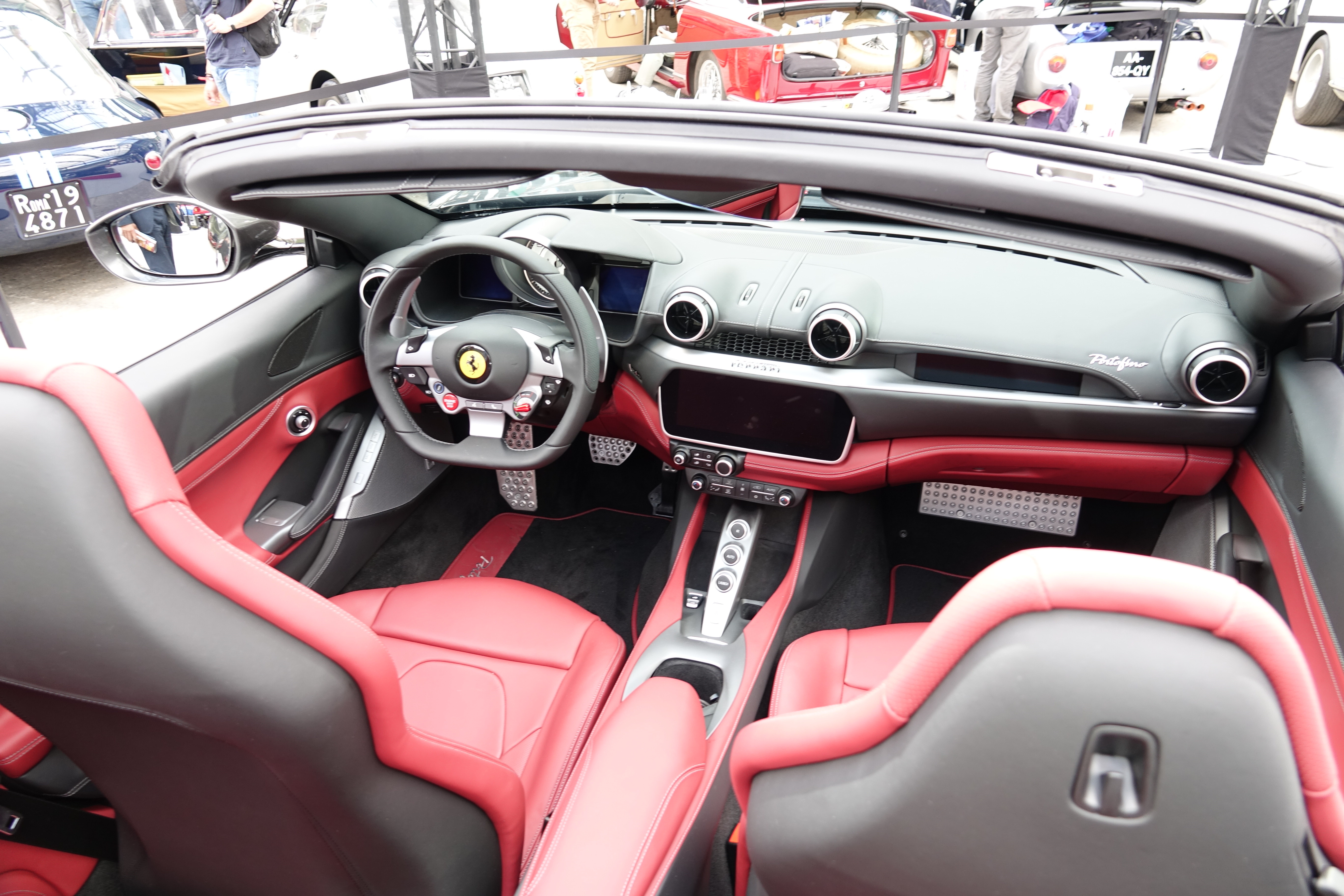
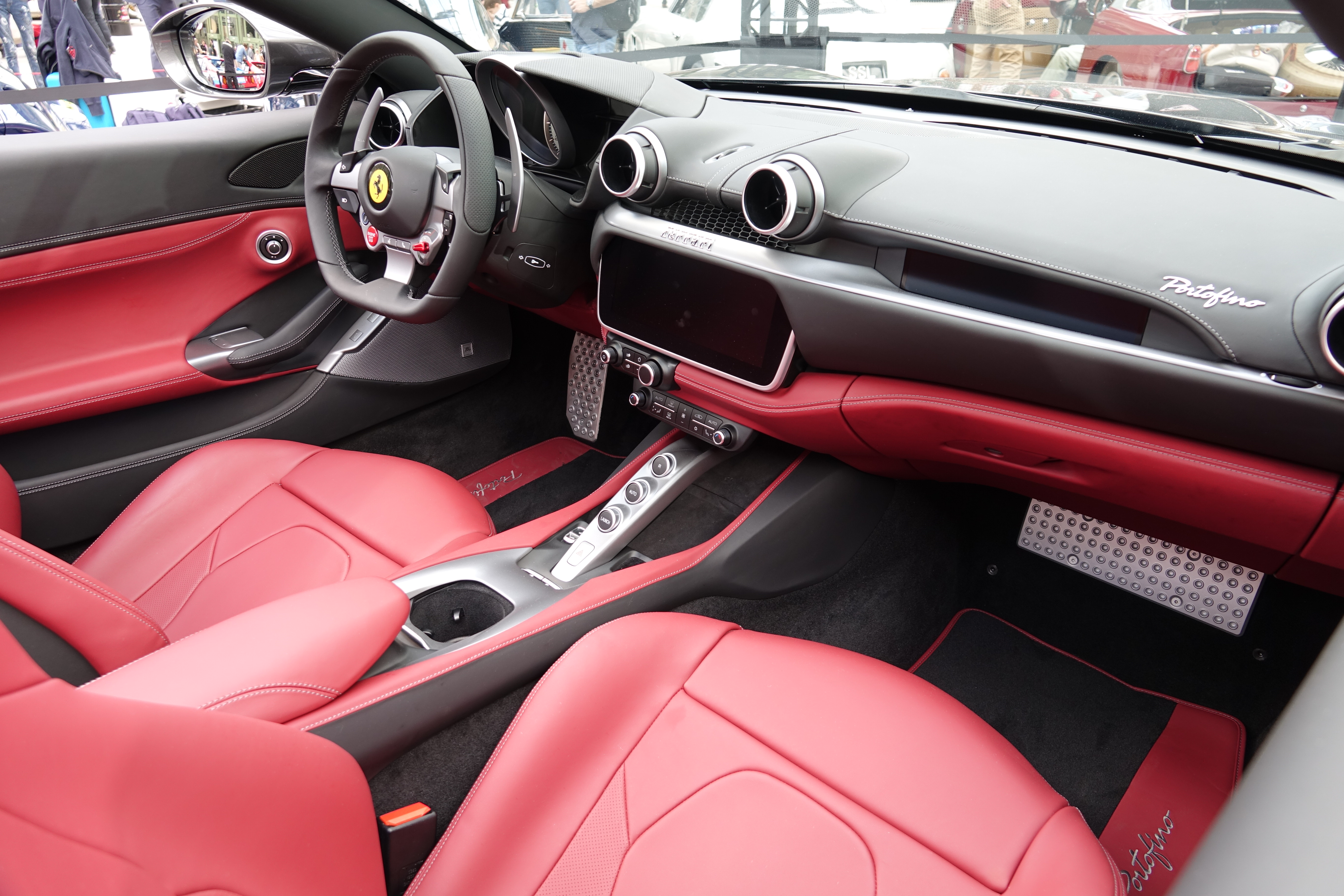

### «Modificata»
3 ans plus tard, en septembre 2020, Ferrari présente la Portofino M pour « Modificata ». Elle a été développée pour être une GT décapotable plus radicale que ses devancières, mais surtout pour s’adapter à l’évolution des normes antipollution. Disposant de 20 ch supplémentaires pour une puissance totale de 620 ch, elle reçoit la nouvelle boîte double embrayage à 8 rapports apparue sur la SF90 stradale et présente sur la Roma, un nouvel échappement, et chose inédite pour une GT chez Ferrari, un Manettino à 5 positions avec l'ajout du mode « Race », initialement réservé aux modèles les plus sportifs de la gamme. Certaines modifications esthétiques y ont également été réalisées, comme des entrées d'air plus agressives à l'avant ainsi qu'un nouveau diffuseur.

## Caractéristiques techniques
La Ferrari Portofino est basée sur la California T, dont elle reprend l'architecture, l'empattement et la mécanique. Elle est plus longue de 2 cm et plus large de 3 cm que sa prédécesseure. Son coffre s'agrandit et passe de 292 dm3 à 340 dm3. Quant à sa motorisation, son V8 bi-turbo gagne 40 ch pour atteindre 600 ch à 7500 tr/min.

### Motorisation
| Logo de Ferrari            | Portofino                 | Portofino M               |
| Logo de Ferrari            | 3.9 600                   | 3.9 620                   |
| -------------------------- | ------------------------- | ------------------------- |
| Moteur                     | V8                        | V8                        |
| Alimentation               | Bi-turbo                  | Bi-turbo                  |
| Cylindrée (cm3)            | 3 855                     | 3 855                     |
| Puissance maximale ch (kW) | 600 (441)                 | 620 (456)                 |
| au régime de (tr/min)      | 7 500                     | 7 500                     |
| Couple maximal (N m)       | 760                       | 760                       |
| au régime de (tr/min)      | 3 000 à 5 250             | 3000 à 5750               |
| Boîte de vitesses          | Séquentielle à 7 rapports | Séquentielle à 8 rapports |
| Transmission               | Propulsion                | Propulsion                |
| Vitesse maximale (km/h)    | 320                       | 320                       |
| 0-100 km/h (s)             | 3,5                       | 3.45                      |
| Consommation (L/100 km)    | 11,7                      | 11,3                      |
| Émissions de CO2 (en g/km) | 267                       | 256                       |
| Capacité du réservoir (L)  | 80                        | 80                        |
| Masse à vide (kg)          | 1 545                     | 1 545                     |
| Norme environnementale     | Euro 6                    | Euro 6D                   |